# T. J. Watt
Pour les articles homonymes, voir Watt.
(en) Statistiques sur pro-football-reference
Trent John « T. J. » Watt, né le 11 octobre 1994 à Pewaukee au Wisconsin, est un joueur professionnel américain de football américain évoluant au poste de linebacker.
Il est le frère des sportifs Derek et J. J. Watt.

## Biographie

### Carrière universitaire
Il joue tout au long de sa carrière universitaire pour les Badgers du Wisconsin, équipe représentant l'université du Wisconsin dans la NCAA Division I FBS, de 2015 à 2016.
En 2021, T.J Watt, égale le record de sacks de Michael Strahan, (22,5 sacks) sur une saison. Il est aujourd'hui considéré comme un des meilleurs linebacker de la ligue.

### Carrière professionnelle
Il est sélectionné en tant que 30e choix global lors du premier tour de la draft 2017 de la NFL par la franchise des Steelers de Pittsburgh.
À l'issue de la saison 2021, il reçoit le titre de meilleur joueur défensif de l'année.

## Statistiques
| Année       | Équipe               | Statut      | MJ |       | Plaquages | Plaquages | Plaquages | Plaquages |       | Interceptions | Interceptions | Interceptions | Interceptions |  | Fumbles | Fumbles |
| Année       | Équipe               | Statut      | MJ | Total | Seul      | Ast.      | Sacks     | Nb.       | Yards | Déf.          | TD            | Nb.           | Rec.          |  |         |         |
| 2015        | Badgers du Wisconsin | So.         | 08 | 07    | 03        | 04        | 00,0      | 0         | 0     | 2             | 0             | 0             | 0             |  |         |         |
| 2016        | Badgers du Wisconsin | Jr.         | 14 | 63    | 38        | 25        | 11,5      | 1         | 17    | 4             | 1             | 2             | 1             |  |         |         |
| Totaux NCAA | Totaux NCAA          | Totaux NCAA | 22 | 70    | 41        | 29        | 11,5      | 1         | 17    | 6             | 1             | 2             | 1             |  |         |         |

| Année           | Équipe                 | MJ |       | Plaquages | Plaquages | Plaquages | Plaquages |       | Interceptions | Interceptions | Interceptions | Interceptions |  | Fumbles | Fumbles |
| Année           | Équipe                 | MJ | Total | Seul      | Ast.      | Sacks     | Nb.       | Yards | Déf.          | TD            | Nb.           | Rec.          |  |         |         |
| 2017            | Steelers de Pittsburgh | 15 | 52    | 39        | 13        | 07,0      | 1         | 17    | 7             | 0             | 1             | 0             |  |         |         |
| 2018            | Steelers de Pittsburgh | 16 | 68    | 50        | 18        | 13,0      | 0         | 0     | 3             | 0             | 6             | 0             |  |         |         |
| 2019            | Steelers de Pittsburgh | 16 | 55    | 30        | 25        | 14,5      | 2         | 07    | 8             | 0             | 8             | 4             |  |         |         |
| 2020            | Steelers de Pittsburgh | 16 | 53    | 43        | 10        | 15,0      | 1         | 0     | 7             | 0             | 2             | 0             |  |         |         |
| 2021            | Steelers de Pittsburgh | 16 | 64    | 48        | 16        | 22,5      | 0         | 0     | 7             | 0             | 5             | 3             |  |         |         |
| 2022            | Steelers de Pittsburgh | 10 | 39    | 27        | 12        | 05,5      | 2         | 0     | 0             | 5             | 1             | 0             |  |         |         |
| 2023            | Steelers de Pittsburgh | 11 | 41    | 31        | 10        | 13,5      | 1         | 24    | 6             | 0             | 3             | 3             |  |         |         |
| Totaux Steelers | Totaux Steelers        | 98 | 374   | 274       | 100       | 91,0      | 7         | 48    | 43            | 0             | 26            | 10            |  |         |         |

| Année           | Équipe                 | MJ |       | Plaquages | Plaquages | Plaquages | Plaquages |       | Interceptions | Interceptions | Interceptions | Interceptions |  | Fumbles | Fumbles |
| Année           | Équipe                 | MJ | Total | Seul      | Ast.      | Sacks     | Nb.       | Yards | Déf.          | TD            | Nb.           | Rec.          |  |         |         |
| 2017            | Steelers de Pittsburgh | 1  | 2     | 1         | 1         | 0,0       | 0         | 0     | 1             | 0             | 0             | 0             |  |         |         |
| 2020            | Steelers de Pittsburgh | 1  | 3     | 2         | 1         | 0,0       | 0         | 0     | 1             | 0             | 0             | 0             |  |         |         |
| 2021            | Steelers de Pittsburgh | 1  | 3     | 3         | 0,0       | 1,0       | 0         | 0     | 1             | 0             | 0             | 1             |  |         |         |
| Totaux Steelers | Totaux Steelers        | 3  | 8     | 6         | 2         | 1,0       | 0         | 0     | 3             | 0             | 0             | 1             |  |         |         |